# Osamu Hayaishi
Osamu Hayaishi (em japonês:  早石 修, transl. Hayaishi Osamu, nascido em 8 de janeiro de 1920) foi um bioquímico japonês e professor no Osaka Bioscience Institute. Recebeu o Prêmio Wolf de Medicina pela descoberta das enzinas oxigenase e de sua importância biológica.